# Goudbuikmangabey
De goudbuikmangabey (Cercocebus chrysogaster)  is een soort van het geslacht (Cercocebus). De wetenschappelijke naam van de soort werd voor het eerst geldig gepubliceerd door Lydekker in 1900.

## Voorkomen
De soort komt voor in de Democratische Republiek Congo ten zuiden van de rivier de Kongo.